# Я — Златан
«Я — Златан» — шведський біографічний художній фільм Єнса Шенгрена, знятий у 2021 році за мотивами книги Давіда Лаґеркранца «Я — Златан Ібрагімович».

## Сюжет
У сюжет фільму закладена історія життя та кар'єри шведського футболіста Златана Ібрагімовича, який пограв у низці найкращих клубів Європи — амстердамському «Аяксі», «Барселоні», Манчестер Юнайтед, «Мілані», «Інтернаціонале», «Парі Сен-Жермен», «Ювентусі» тощо. У фільмі висвітлені найбільш значущі моменти життя футболіста та люди, які найбільше вплинули на його становлення.

## Акторський склад[5][6]
- Давід Ліндгрен — гравець першої команди «Мальме»
- Еммануеле Аїта — Міно Райола
- Седомір Глішович — Шефік Ібрагімович
- Дуччіо Камеріні — Лучано Моджі
- Граніт Рушиті — сімнадцятирічний Златан
- Аренд Брандлігт — Уго Борст
- Домінік Андерсон Байрактаті — одинадцятирічний Златан
- Хакан Бенгтссон — Нільс-Оке Санделл
- Меріма Диздаревич — Юрка Гравич
- Сельма Месанович — Санела Ібрагімович
- Лінда Хазірі — Санела Ібрагімович
- Бйорн Фріберг — помічник тренера

## Виробництво
Фільм було спродюсовано Фредріком Хейнігом, Фрідою Барго та Маттіасом Норборгом для шведської кінокомпанії «B-Reel Films» у співпраці з «Nordisk Film», Film i Väst, «Film i Skåne» та «Sveriges Television». Зйомки фільму почалися 10 вересня 2020 року.

## Прем'єра
Прем'єра фільму у Швеції мала відбутися 10 вересня 2021 року, проте була відкладена через пандемію COVID-19. У підсумку фільм було презентовано 21 жовтня на Римському фестивалі в Італії. На широкому екрані прем'єра відбулася 11 листопада в Італії, 14 січня 2022 року — у Швеції, 3 лютого — в Україні, 10 лютого в Нідерландах. Прем'єра у Швеції запланована на 18 березня, а в Данії — на 21 квітня.

## Номінації
| Рік  | Номінація                 | Результат |
| ---- | ------------------------- | --------- |
| 2021 | BNL People's Choice Award | Ні        |